# Pedro Manterola
Pedro Manterola Armisén (Pamplona, 6 de marzo de 1936 - Pamplona, 26 de septiembre de 2016) fue un artista plástico y profesor. Uno de los personajes más importantes del panorama cultural navarro contemporáneo. Además de dedicarse al arte como pintor, dibujante y crítico de arte, también trabajó como profesor universitario, escritor, director de la Fundación Museo Jorge Oteiza y presidente de la Cátedra Jorge Oteiza en la Universidad Pública de Navarra.
En su trayectoria como pintor sus obras se encuadran en el realismo, dentro de una serie de disputas. Aunque también se le vincula con el estilo expresionista con elementos surrealistas y neofigurativos.
Es una autoridad en el arte vasco del siglo XX. Ha sido uno de los mayores promotores para el conocimiento del arte contemporáneo en Navarra y se lo considera un especialista en la obra del escultor Jorge Oteiza.

## Orígenes
Pedro Manterola nació en Pamplona 1936 y vivió sus primeros años en el pueblo de Alzuza, Navarra. Sus padres eran Pedro Manterola Escodin y Pilar Armisen Huici, que pertenecían a una familias pudiente de la ciudad.
Él fue el mayor de cuatro hermanos. Uno de ellos, Javier Manterola, fue un reconocido ingeniero de caminos.  

## Estudios
En su adolescencia cursó el bachillerato en el colegio Maristas de Pamplona. A su vez, asistía a la Escuela de Arte de Pamplona, donde comenzó dando sus primeros pasos artísticos de la mano de su maestro Gerardo Sacristán.
Desde los primeros años 50, en su juventud, pintaba y dibujaba. Se inició en la pintura recibiendo clases de los pintores navarros Javier Ciga Echandi, Pedro Lozano de Sotés y Rafael Lozano Bartolozzi.
Se licenció en Derecho en la Universidad de Zaragoza, pero era un apasionado de las letras y la pintura. Encontró un gusto por la filosofía, la poesía y la literatura, algo que plasmó en sus obras y textos publicados. Cursó estudios de Filosofía y Literatura, lo que le ayudó a crear su propio mundo de ideas y sus características reflexiones sobre la existencia humana, la vida y la muerte.
Realizó un Doctorado en Bellas Artes que acabó en 1997 con la tesis Sobre la relación entre arte y sacrificio en la pintura y escultura vascas en la Universidad del País Vasco. 

## Ocupación
En 1964 comenzó a publicar artículos de críticas sobre arte en el Diario de Navarra, el periódico de su ciudad. Sus críticas se publicaron con regularidad hasta 1975. 1964 también fue el año en el que comenzó su carrera artística, con una exposición en la Sala de la Caja de Ahorros Municipal de Pamplona (CAMP). 
Trabajó como profesor titular de Historia del Arte Vasco en la Universidad del País Vasco (UPV/ EHU), y entre 1981 y 1984 fue decano de la Facultad de Bellas Artes de Bilbao.   
Desde 1984 hasta 1991 fue asesor cultural en el Departamento de Educación y Cultura del Gobierno de Navarra debido a una comisión de servicios que le permitió trabajar en Navarra. 
Entre los años 2002-2007 dirigió la Cátedra Jorge Oteiza en la Universidad Pública de Navarra hasta su jubilación. Tenía una forma distinta de enseñanza, ya que le gustaba sorprender a los alumnos cada día y que se divirtieran con él.
Ocupó el puesto de director de la Fundación Museo Jorge Oteiza desde julio de 2004 hasta febrero de 2008 y fue  presidente del Patronato de la misma en 2009 hasta 2011.

## Obra
Su obra se puede encontrar en algunos museos y colecciones como la Colección de Arte Contemporáneo del Ayuntamiento de Pamplona, el Museo de Bellas Artes de Bilbao, en el Museo de Navarra, en la Bilbao Bizkaia Kutxa Fundazioa, en la Universidad Pública de Navarra o en el Parlamento de Navarra.
Además, a través de conferencias, charlas, coloquios y mesas redondas ha llevado el arte a lo largo de la geografía navarra y de otras comunidades, bajo una perspectiva ilustrada y crítica.
Dentro de su producción artística podemos destacar:  
- Pintura
- Libros
- Artículos académicos y de prensa

### Pintura
Su obra pictórica bebió de la herencia del informalismo español, aunque también de influencias internacionales como de Cy Twombly o Robert Ryman, con un estricto sentido de lo pictórico, en el gesto, en el tratamiento del color y en el dinamismo de las composiciones. Se inspiró en las raíces de la tradición de la vanguardia peninsular.

#### Temáticas
En sus cuadros hablaba del tiempo y sus efectos. Trataba cuestiones como la historia, la presencia en el presente del pasado y el futuro, la fluencia de las cosas, los acontecimientos, la vida. Utilizaba el lenguaje connotativo y denotativo para poder comprender más y mejor.  

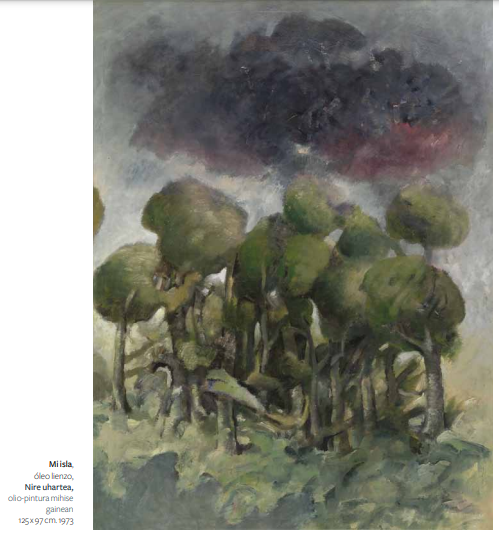
Manterola, P. (1973). Mi isla. De la colección Mi isla Mi jardín de las delicias.

Trataba de entender la realidad a través de la invención significativa de imágenes. Llevó a cabo una constante reflexión sobre el hombre y su entorno expresada en verosimilitudes por medio de un lenguaje especial donde el artista responde al estímulo de la realidad poniendo en juego su inteligencia, imaginación, cultura, sensibilidad y trabajo. 
Pintó diversos temas que podemos catalogar en:   
- Retratos
- Autorretratos. A veces se retrataba en obras que trataban otros temas.
- Mi isla Mi jardín de las delicias. Es uno de sus trabajos más conocidos.  Utiliza la moralidad de El Bosco, creando un mundo de fantasía lleno de colores y cercano a su idea de "paraíso". En estas obras trabajó las formas geométricas.
- Escrituras. Se trataba de una serie de pinturas donde escribía números y palabras.
- Su obra final abarca sus últimos años como pintor, cuando pintaba bailarines y temas Manterola, P. (1979). Sin título. De la colección "Pizarras (est.)".religiosos y mitológicos. [7]

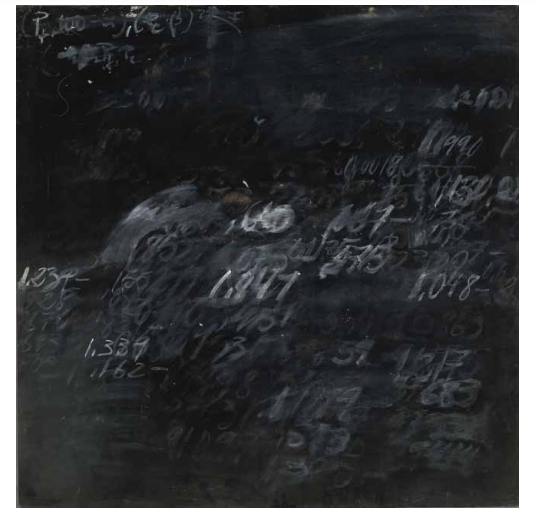
Manterola, P. (1979). Sin título. De la colección "Pizarras (est.)".

En muchas de sus obras se ve la influencia de su trabajo como docente, como en las obras tituladas “pizarras (est.), 1979". 
Plasmaba sus inquietudes en sus producciones artísticas. Experimentaba un desasosiego en su estudio mientras el resto del mundo era productivo. Tenía una propensión a abstraer, vinculado a la materia y al mundo, animado por la física y la moral. Se basaba mucho en la filosofía. Pintaba temas religiosos y tenía muy presente la muerte.
Su pintura ha influido en los pintores vascos y navarros de la siguiente generación. 

### Libros
Pedro Manterola escribió libros sobre sus ámbitos de conocimiento como eran el Arte, la Filosofía y la Literatura. Algunos de ellos en solitario y otros en colaboración con otros autores. En libros de Historia del Arte y en presentaciones de catálogos de diversos artistas como Belén Arevalo Rodriguez, Camino Paredes y Valeriano Bozal.
- La pintura antigua y moderna de Gustavo de Maeztu (1986)

- El paisaje y la mirada (1987)
- Arte navarro 1850-1940 (1991)
- Gustavo de Maeztu (1991)
- El jardín de un caballero (1993)
- La Pasión de Jorge Oteiza (1996)
- La mujer, dos visiones (1998)
- Las aventuras de Ulises (1999)
- Alfonso Ascunce (2001)
- La escultura de Jorge Oteiza (2006)[13]

## Relación con Jorge Oteiza
Pedro Manterola conoció a Jorge Oteiza cuando trabajaba como crítico en el periódico. Fue a través de la crítica, en una conferencia. La relación con él era "muy especial", según sus palabras. Se juntaban en su despacho múltiples horas trabajando, Oteiza quería que Pedro Manterola contara su historia, su trabajo y sus ideas a lápiz y papel. 
Manterola admiraba a Oteiza en el ámbito artístico y por su ingenio pero en el personal mantenían sus diferencias.
Jorge Oteiza donó a Navarra todas sus obras y encargó la construcción de una Fundación en su propia casa en Alzuza. Pedro Manterola estuvo presente en este acontecimiento e intervino en múltiples ocasiones para montar las exposiciones del museo, en función de las formas de expresión que tuvo Oteiza en su vida. 
Mientras ejercía de director de la Cátedra Jorge Oteiza en la Universidad Pública de Navarra (UPNA), le hicieron director de la Fundación Museo Jorge Oteiza  por recomendación del mismo Oteiza. Había algunas personas de ideología nacionalista que querían resaltar el carácter vasco de su obra, como quería el artista, y escogieron a Manterola. 
El papel de Manterola como director de la fundación fue de un interés en las publicaciones o los cursos en torno a la figura de Oteiza. Trabajó de la mano de restauradoras, conservadoras, etc. Se encargó de organizar la sala de la biblioteca en el museo. 
Juró no volver al museo cuando dejó de ser director. Estuvo 30 años ligado a la vida y obra de Oteiza, que había sido muy influyente en su vida. Sentía que su vida estaba muy unida al artista y que le había influenciado en exceso. 

## Pensamiento
Manterola, además de pintor fue pensador y escritor. Seguía una síntesis de pensamiento marxista con contradicciones. Tenía una mente progresista. 
Su modo de pensar se construyó en la confrontación y el diálogo, a la manera socrática con una puesta en escena: se levantaba de la silla y paseaba sus ideas por la sala, se detenía, se volteaba hacia la ventana, introducía una pausa dramática, un silencio tenso y se zambullía en su idea. 
Su pensamiento estaba fundamentado en la metafísica y la teología. 
Pedro Manterola era un dionisiaco optimista que se apuntaba a todos los placeres de la vida, reivindicaba los sentidos, practicaba un retiro ermitaño y una mística de la luz. Porque era pintor y estaba atento a los cambios de la luz. Prefería las frutas y verduras a las flores que simbolizan la muerte. 

## Exposiciones grupales
Ha participado en numerosas exposiciones colectivas:
- Pintura vasca siglo XX en la Sala Garibai de San Sebastián (1999).
- Gran formato: pintores contemporáneos con el museo Zuloaga en la Casa de Cultura Okendo de San Sebastián (2005).
- Al desnudo en Pamplona (2005).
- La itinerante Miradas al universo de Pío Baroja (2006-2007).
- Laboratorios 70: poéticas/políticas y crisis de la modernidad en el contexto vasco de los setenta en la Sala Rekalde de Bilbao (2009).
- Contemporany 10: miradas privadas en la Ciudadela de Pamplona (2010).
- Arte contemporáneo en la colección del Parlamento de Navarra (Panorama 10) en la Fundación María Forcada de Tudela (2010).[4]

## Exposiciones individuales
Gracias a la primera de sus exposiciones en 1964 pudo dar a conocer su obra pictórica y esto dio lugar a un largo recorrido en exposiciones individuales en el panorama español:
- 1964
  1. Sala de la Caja de Ahorros Municipal de Pamplona (CAMP), Pamplona.
- 1970
  1. Sala Conde Rodezno, Pamplona.
- 1973
  1. Caja de Ahorros Municipal de Pamplona, Sala de Exposiciones, Pamplona.
- 1975
  1. Caja de Ahorros Municipal de Pamplona, Sala de Exposiciones, Pamplona.
- 1977
  1. Ciudadela, Pabellones de Arte. Pamplona.
- 1980
  1. Ciudadela, Pabellones de Arte. Pamplona.
  2. Caja de Ahorros Vizcaína, Sala Gran Bilbao, Bilbao.
- 1981-1982
  1. Sala Conde Rodezno, Pamplona.
- 1985
  1. Caja de Ahorros Provincial de Guipúzcoa, Sala de Exposiciones. San Sebastian.
- 1987
  1. Ciudadela, Pabellón de Mixtos. Pamplona.
- 1992
  1. Museo Gustavo de Maeztu, Estella.
- 1993
  1. Centro de Cultura Castillo de Maya. Pamplona.
- 1996
  1. Ciudadela, Pabellón de Mixtos. Pamplona.
  2. Museo Gustavo de Maeztu, Estella.
- 1997
  1. Museo de Navarra. Pamplona.
  2. Sala de Cultura Juan Bravo, Madrid. [4]